# Емунд I Рінгссон
Емунд I Рінгссон (*Emund Ringsson, д/н —бл.950) — легендарний конунг Свеаланда у 940—950 роках.

## Життєпис
Походив з династії Мунсйо. Син конунга Рінга Ерікссона. Стосовно його правління замало відомостей. Напевне був співволодарем свого брата Еріка Рінгссона або його сина Бйорна Ерікссона. Тому час правління достеменно невідомий: 910—940 або 940—950 роки.
Напевне, був так званим конунгом моря, тобто очолював військові загони, з якими здійснював походи Балтійським морем, також ймовірно наймався до різних володарів, зокрема правителів Гарбарики (Новгорода) чи Візантії.
Напевне знано, що Емунд Рінгссон помер близько 950 року. Про його нащадків відсутні відомості. Після нього титул конунга зберігали небожі Бйорн й Емунд Еріксони.